# DeWanda Wise
DeWanda Wise   (Jessup, 30 de maig de 1984) és una actriu estatunidenca. És la protagonista de la sèrie creada per l'Spike Lee She's Gotta Have It, emesa a la plataforma Netflix, on interpreta el personatge de Nola Darling. La sèrie és una versió contemporània de la pel·lícula homònima de 1986.

## Biografia
Wise va néixer a Baltimore i està casada des de l'any 2009 amb l'actor Alano Miller.

## Principals treballs
- Shots fired (2017)
- Underground (2017)
- She's Gotta Have It (2017)
- Someone Great (2019)